# Vlădești (okręg Gałacz)
Vlădești – wieś w Rumunii, w okręgu Gałacz, w gminie Vlădești. W 2011 roku liczyła 1123 mieszkańców.